# 2228 Союз-Аполло
2228 Союз-Аполло (2228 Soyuz-Apollo) — астероїд головного поясу, відкритий 19 липня 1977 року.
Тіссеранів параметр щодо Юпітера — 3,183.